# Новий Батакан
Новий Батака́н (рос. Новый Батакан) — село у складі Газімуро-Заводського району Забайкальського краю, Росія. Входить до складу Батаканського сільського поселення.

## Історія
Село було утворено 2013 року шляхом виділення зі складу села Батакан.